# Nils Ferlin (musikalbum)
Nils Ferlin är ett musikalbum från 2004, som spelats in till förmån för PMU Inter Life, Linnéahuset och föreningen Mitt i City, där flera kända artister sjunger sånger av Nils Ferlin.

## Låtlista
1. Barfotabarn (recitation Sven Wollter)
2. Får jag lämna några blommor (sång Rolf Wikström)
3. I Folkviseton (sång: Lindha Kallerdahl & Mikael Rickfors)
4. Herdarna (sång: Mats Ronander)
5. En Valsmelodi (sång: Freddie Wadling)
6. En Ökenblomma (sång: Daniel Lemma & Rolf Wikström)
7. Kan du höra honom komma (sång: Jenny Öhlund & Alf Lax)
8. Kuckeliku (sång: Sven Wollter)
9. Den excentriske lorden (sång: EMRIK)
10. Gammal visa (sång: Jesper Odelberg)
11. En liten konstnär (sång: Katty A Ståhl & Timo Nieminen)
12. Gick jag allena (sång: Lasse Lindbom)
13. Två människor/Innan ditt rike blev kartlagt (sång: Regina Lund)
14. Snett och runt (sång: Cecilia Nordlund & Åsa Gustafsson)
15. Det finns så många gårdar (sång: Tilda Söderström & Rolf Mårth)
16. Cirkus (recitation Sven Wollter)